# Polar Electro

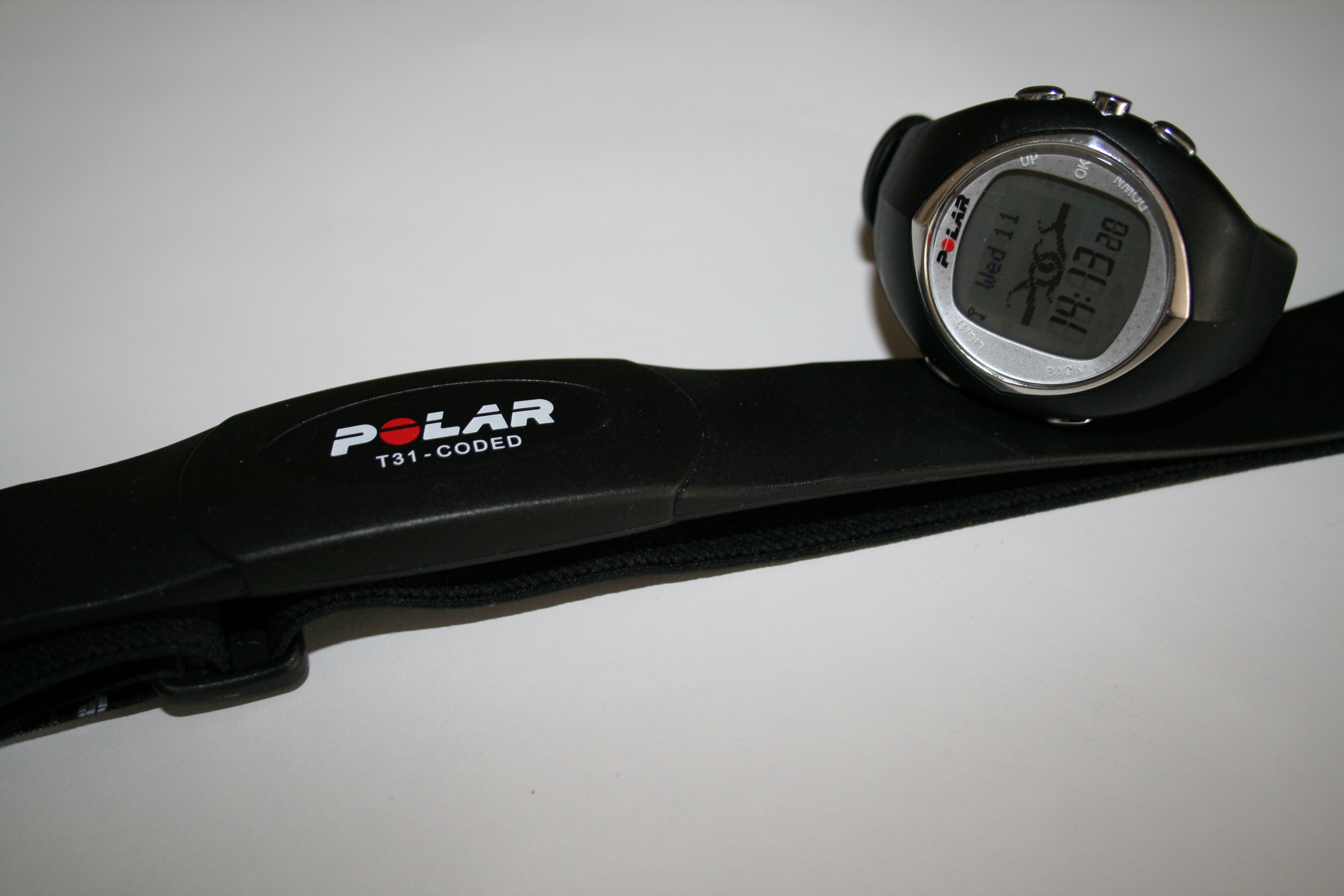
Polar F6F polshorloge met borsttransmitter

Polar Electro Oy is een Finse hightechonderneming met hoofdkantoor in Kempele net ten zuiden van de stad Oulu. De naam wordt vaak afgekort tot Polar. Het bedrijf is in 1977 opgericht en is wereldmarktleider op het gebied van draadloze hartfrequentiemeters. Het bedrijf is vooral bekend geworden door het product hartslagmeter 'Polar' voor sporten. 'Polar' draadloze hartslagmeter is door professionele duursporters als hardlopers en wielrenners de meest gebruikte hartslagmeter in West-Europa. 
De Polar Group bestaat uit een hoofdkantoor in Finland en 26 dochterbedrijven in andere landen. Het product 'Polar' wordt tegenwoordig in Finland ontworpen en geproduceerd in Zuid-China. De producten worden naar 80 landen geëxporteerd. In 2003 behaalde het bedrijf een omzet van circa 140 miljoen euro. Wereldwijd werken circa 1.200 mensen voor Polar. Dit aantal is exclusief de fabrieksarbeiders in Zuid-China. 

## Bedrijfsgeschiedenis
Het bedrijf werd in 1977 door professor Seppo Säynäjäkangas opgericht als een spin-off aan de Universiteit van Oulu. Hij heeft apparaten ontworpen om de hartslag te meten. Voor het product 'Polar hartslagmeter' was hij geïnspireerd door een gesprek met een skileraar tijdens een langlauf in 1976. Het gesprek ging o.a. over de noodzaak een meetapparaat te ontwikkelen dat ook bij niet-stationaire training ingezet kan worden, zonder het dragen van een draad of een apparaat voor ondersteunende energievoorziening. De oude methode meet de hartslag via de vinger of borst en is omslachtig en onnauwkeurig. 
Dat de hartslagmeter via een transmitter (dus zonder kabel) en het 'horloge' aan de pols geregistreerd wordt, zou de sporter veel bewegingsvrijheid geven. Na intensieve experimenten en testen kwam professor Seppo Säynäjäkangas in 1982 met het prototype Polar op de markt. Met het kleiner worden van de chips en geavanceerde software kan men steeds makkelijker en nauwkeurig de hartslag meten. Naast de hartslag registreert hartslag ook het energieverbruik gedurende een periode. Met de komst van het internet kan men online zijn schema bijhouden. Daarom wordt Polar ook veel gebruikt voor wetenschappelijk onderzoek naar fysiologie en door epidemiologen. Met behulp van de Polar kan makkelijk een groot medisch databestand online worden opgezet. 
In 1992 besloot het bedrijf een nieuw hoofdkantoor te bouwen in Kempele. Hier vindt het onderzoek en ontwikkeling van het bedrijf plaats.

## Privacy van gebruikers
In 2018 brengt De Correspondent een verhaal naar buiten dat ze van ruim zesduizend gebruikers de namen hebben achterhaald, en de locaties waar ze regelmatig sporten. Dit waren veelal gebruikers die reden hadden hun gegevens geheim te houden, zoals medewerkers van de geheime dienst of militairen. Polar heeft hiertoe de website aangepast.